# بیماری پات

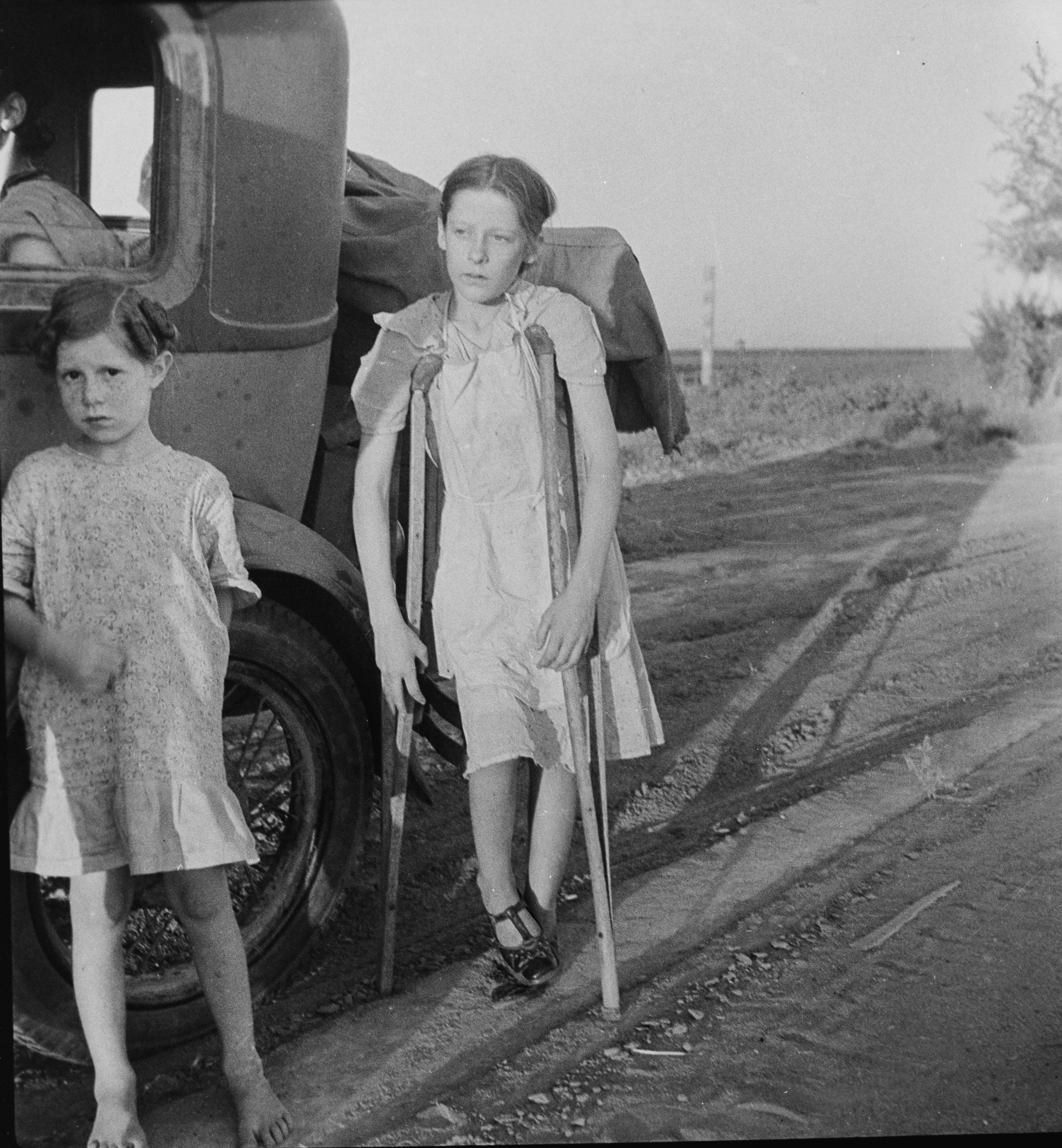
دختری از اکلاهما، که تحت سل سل استخوان قرار گرفته‌است، ۱۹۳۵

بیماری پات (به انگلیسی: Pott disease) سل ستون مهره‌ها است، معمولاً از طریق ریه‌ها منتقل می‌شود. در این بیماری، ناحیه مهره‌های سینه‌ای قفسه سینه و مهره‌های کمری اغلب تحت تأثیر قرار می‌گیرند.
بیماری پات باعث نوعی آرتروز سل در مفاصل بین مهره ای می‌شود. عفونت می‌تواند از دو مهره مجاور به فضای دیسک بین‌مهره‌ای مجاور گسترش یابد. اگر فقط یک مهره تحت تأثیر قرار گیرد، دیسک طبیعی است، اما اگر دو دیسک درگیر شود، نمی‌تواند مواد مغذی دریافت کند و فرو می‌ریزد. در فرآیندی به نام نکروز موردی، بافت دیسک می‌میرد، منجر به باریک شدن مهره‌ها و در نهایت سقوط مهره‌ها و آسیب نخاعی می‌شود. اغلب توده ای از بافت نرم خشک تشکیل می‌شود.
این بیماری به نام پرسیوال پات، جراح انگلیسی است که اولین بار در اواخر قرن هجدهم آن را توصیف کرد.